# 罗夷市社
羅夷市社（越南语：／）是越南平順省下辖的一個市社。

## 地理
罗夷市社东接咸顺南县，西和北接咸新县，南临南中国海。

## 历史
2005年6月3日，罗夷市镇被评定为四级城镇。
2005年9月5日，咸新县以罗夷市镇、新安社、新善社、新平社和新海社1市镇4社析置罗夷市社；罗夷市镇和新善社析置福会坊，罗夷市镇析置福禄坊，新善社析置新善坊，新安社析置新安坊，新平社析置平新坊，罗夷市镇、新善社剩余区域和新安社部分区域合并为新福社，新海社析置新进社，新安社剩余区域划归新平社管辖。
2018年1月17日，罗夷市社被评定为三级城市。

## 行政区划
罗夷市社下辖5坊4社，市社人民委员会位于新安坊。
- 平新坊（Phường Bình Tân）
- 福会坊（Phường Phước Hội）
- 福禄坊（Phường Phước Lộc）
- 新安坊（Phường Tân An）
- 新善坊（Phường Tân Thiện）
- 新平社（Xã Tân Bình）
- 新海社（Xã Tân Hải）
- 新福社（Xã Tân Phước）
- 新进社（Xã Tân Tiến）